# Шпак-куцохвіст рудочеревий
Шпак-куцохвіст рудочеревий (Poeoptera sharpii) — вид горобцеподібних птахів родини шпакових (Sturnidae). Мешкає в Східній Африці. Вид названий на честь британського орнітолога Річарда Боудлера Шарпа.

## Поширення і екологія
Рудочереві шпаки-куцохвости мешкають в ДР Конго, Кенії, Танзанії, Уганді, Руанді, Бурунді, Ефіопії і Південному Судані. Вони живуть в гірських тропічних лісах на висоті від 1800 до 2500 м над рівнем моря.